# Salluca oscarina
Salluca oscarina är en fjärilsart som beskrevs av William Schaus 1937. Salluca oscarina ingår i släktet Salluca och familjen tandspinnare. Inga underarter finns listade.